# جوناثان أرو
جوناثان أرو (بالإنجليزية: Jonathan Aro) هو لاعب كرة قاعدة دومينيكاوي، ولد في 10 أكتوبر 1990 في مقاطعة لا فيغا في جمهورية الدومينيكان.

## وصلات خارجية
- جوناثان أرو على موقع دوري كرة القاعدة الرئيسي (الإنجليزية)
- جوناثان أرو على موقعبيزبول رفرنس.كوم (الدوري الرئيسي) (الإنجليزية)
- جوناثان أرو على موقعبيزبول رفرنس.كوم (الدوري الثانوي) (الإنجليزية)
- جوناثان أرو على موقع إي إس بي إن.كوم (أم.أل.بي) (الإنجليزية)